# John Wayne

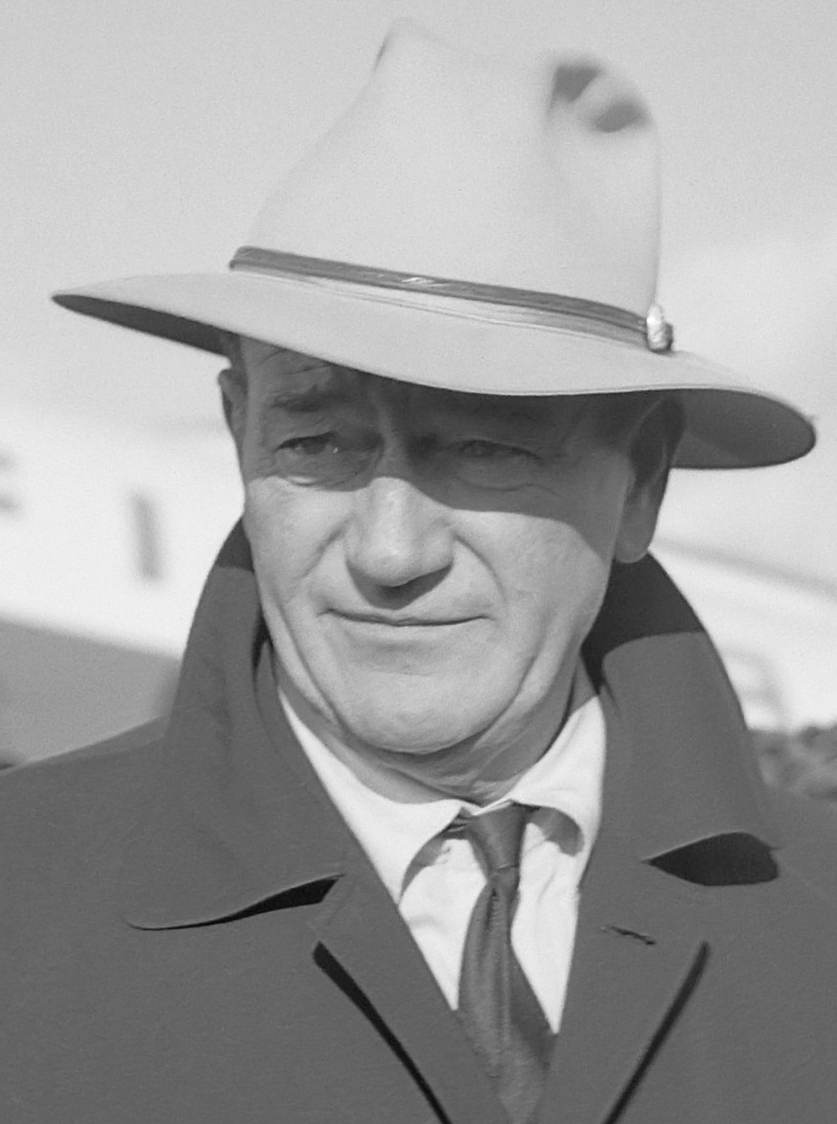
John Wayne (1960)

John Wayne (* 26. Mai 1907 in Winterset, Iowa als Marion Robert Morrison, später umbenannt in Marion Mitchell Morrison; † 11. Juni 1979 in Los Angeles, Kalifornien), Spitzname Duke, war ein US-amerikanischer Filmschauspieler. Er zählte zu den einflussreichsten, erfolgreichsten und bestbezahlten Hollywood-Schauspielern seiner Zeit.
Während seiner 50-jährigen Karriere trat Wayne kontinuierlich als Hauptdarsteller von Westernfilmen in Erscheinung. Der 1,93 Meter große Wayne prägte in Rollen wie der des rauhbeinigen Westmannes, Sheriffs, Marshals und Kavallerie-Kommandeurs in entscheidender Weise das Bild dieses Filmgenres.
Für Der Marshal (1969) gewann Wayne den Oscar als Bester Hauptdarsteller. Er spielte in Westernklassikern wie Ringo (1939), Red River (1948), Der Schwarze Falke (1956), Rio Bravo (1959) oder Der Mann, der Liberty Valance erschoß (1962) und war auch häufig in Kriegs- und Abenteuerfilmen zu sehen. Als Schauspieler und Privatmann personifizierte er die traditionellen Wertvorstellungen der Pionierzeit und wurde zu einer überlebensgroßen Figur der amerikanischen Filmgeschichte. Wayne war vor allem in den USA unter dem Spitznamen „Duke“ („Herzog“) bekannt, nach einem Hund, den er als Kind hatte.

## Kindheit und College

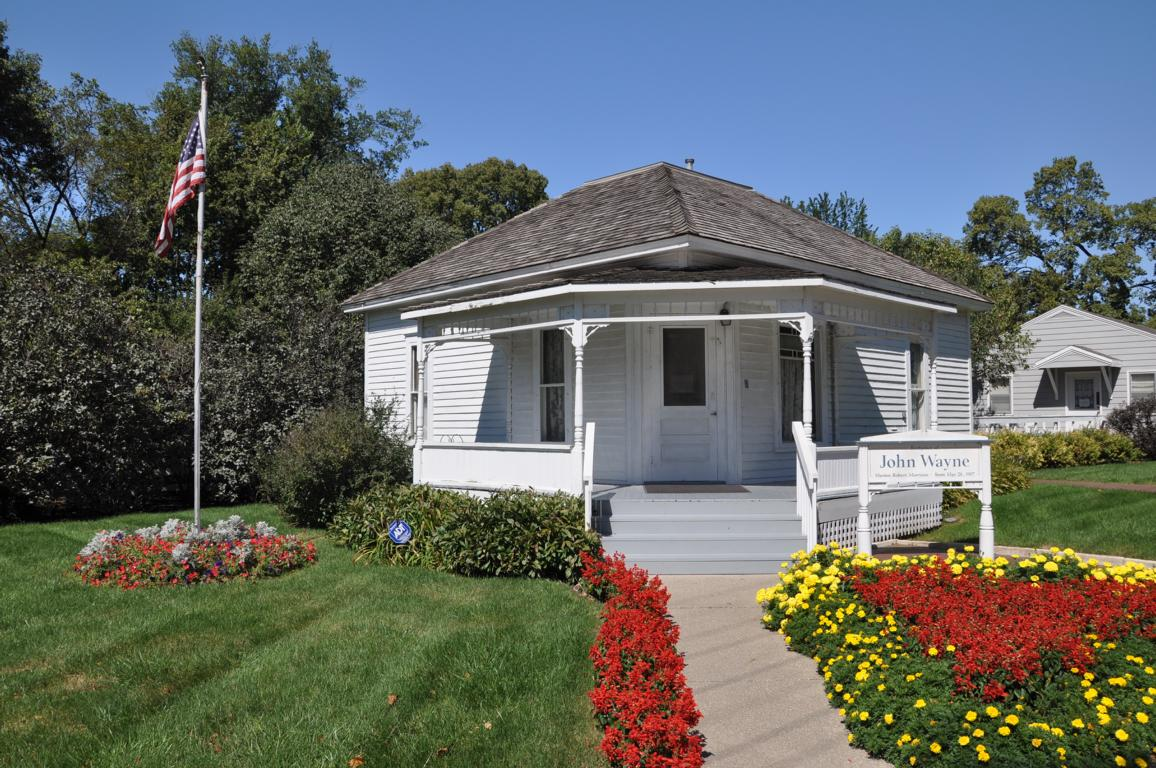
Waynes Geburtshaus in Winterset, Iowa (2010)

John Wayne wurde 1907 unter dem Namen Marion Robert Morrison in Winterset, Iowa, als Sohn von Clyde Leonard Morrison (1884–1938) und dessen Frau Mary Alberta (geb. Brown, 1885–1970) geboren. Als seine Eltern beschlossen, auch ihren nächsten Sohn Robert zu nennen, änderten sie Waynes Geburtsnamen in Marion Mitchell ab. Wegen der Lungenprobleme seines Vaters, eines Apothekers, siedelte die Familie 1914 ins wärmere Kalifornien um, wo Clyde Morrison in Lancaster eine Farm betrieb. Während er selbst mit der Landwirtschaft nicht zurechtkam, machte sich sein Sohn mit den Pferden auf der Farm vertraut und wurde zu einem geübten Reiter. Den zehn Kilometer langen Schulweg legte er in der Regel im Sattel zurück.
Nach zwei Jahren gab Waynes Vater die Farm wieder auf und eröffnete in Glendale, einem Vorort von Los Angeles, eine Apotheke, die allerdings wenig Gewinn abwarf. Wayne und sein jüngerer Bruder Robert trugen Zeitungen aus und erledigten Botengänge, um zum Familieneinkommen beizutragen. Im Gebäude der väterlichen Apotheke war auch ein Kino untergebracht. Wayne verteilte für den Besitzer Handzettel und durfte sich dafür kostenlos Filme ansehen. Er war stets mit seinem Airedale Terrier „Duke“ (Herzog) unterwegs, weshalb die Nachbarn damit begannen, ihn ebenfalls „Duke“ zu nennen. Wayne mochte diesen Spitznamen. Auch in Hollywood war der Schauspieler später als der „Duke“ bekannt.
In Glendale befand sich ein Außengelände der Triangle-Filmstudios. Wayne schaute dort gelegentlich vorbei und kam auf diese Weise erstmals mit der Filmwelt in Kontakt. Auf der Glendale High School überzeugte er durch seine schulischen und sportlichen Leistungen und war der Star des Football-Teams. Nach seiner Schulzeit schlug er sich als Aprikosenpflücker, Lastwagenfahrer und Eisverkäufer durch. Er bemühte sich vergeblich um eine Aufnahme an der U.S. Naval Academy und ging zur University of Southern California (USC), wo er ebenfalls im Football-Team spielte. Dort studierte er mit Hilfe eines Stipendiums Wirtschaftswissenschaften und Jura. Er erreichte in beiden Fachbereichen einen Notendurchschnitt von 1,0. Zu seinen Teamkollegen von 1926 gehörte unter anderem Jesse Hibbs, ein bekannter Film- und Fernsehregisseur. Nach einem Schwimmunfall musste er seine Karriere als Sportler beenden. Als trotz seiner Leistungen das Stipendium nicht verlängert wurde, sah er sich gezwungen, auch sein Studium aufzugeben.
1926 begann John Wayne in den Filmstudios der Umgebung als Kulissenträger und Requisiteur zu arbeiten.

## Filmkarriere

### Kleinst- und Komparsenrollen
An der Universität begann John Wayne, für die örtlichen Filmstudios zu arbeiten, um sich sein Studium zu finanzieren. Der bekannte Western-Star Tom Mix vermittelte ihm eine Stelle als Requisiteur. Zeitweise war er auch für die sogenannte „Continuity“ zuständig – seine Aufgabe bestand also darin, die korrekten Anschlüsse einzelner Szenen zu überwachen, die an verschiedenen Tagen gedreht wurden. Ab 1926 stand Wayne (noch als Marion Mitchell Morrison) als Komparse vor der Kamera. 1928 spielte er in Hangman’s House seine erste sichtbare Rolle und war in vier Szenen als Zuschauer bei einem Pferderennen zu sehen. Wayne befreundete sich mit dem Regisseur John Ford und übernahm ab 1928 kleinere Rollen für ihn.

### Serials und B-Movies
1930 gab Regisseur Raoul Walsh Marion Mitchell Morrison den Künstlernamen „John Wayne“ und die Hauptrolle in seinem Western Der große Treck. Der breitschultrige, 1,93 Meter große Wayne war als heroischer Führer eines Siedlertrecks zu sehen. In den William Fox Studios verdiente er 75 Dollar pro Woche und wurde von Stuntmen in den typischen Fertigkeiten eines Westernhelden trainiert. Walshs Film, der erste epische Western der Tonfilmzeit, war jedoch ein kommerzieller Misserfolg, weshalb Waynes Vertrag nicht verlängert wurde. Später avancierte der Film zu einem Klassiker.
John Wayne erhielt eine neue Chance durch Harry Cohn, den Chef der Columbia Pictures. Cohn war der Meinung, dass Wayne im Smoking gut aussehe, und besetzte ihn in einigen Gesellschaftskomödien. Dann begann er, den Schauspieler zu schikanieren, weil er glaubte, Wayne habe ein Auge auf ein Starlet geworfen, an dem er selbst interessiert war. Der Columbia-Vertrag lief aus, und Wayne war einige Monate arbeitslos. Später wollte er nie wieder für die Columbia arbeiten.
Wayne fand Arbeit bei der Produktionsfirma Mascot, bei der er Yakima Canutt kennenlernte, einen Schauspieler und bekannten Stuntman (1959 inszenierte Canutt das Wagenrennen in Ben Hur). Canutt lehrte Wayne nicht nur die hohe Schule der Filmprügelei, sondern inspirierte ihn auch zu dem wiegenden Gang, den der „Duke“ zu seinem Markenzeichen machte. Während der gesamten 1930er Jahre spielte Wayne zeittypische Westernhelden in Serials, den billigen Vorgängern der Fernsehserien, und Filmen der B-Kategorie. Er wurde hier zwar als Hauptdarsteller eingesetzt, doch die künstlerische Qualität der schematischen, schnell produzierten Filme war unbedeutend. Waynes Karriere stagnierte.

### Ringo: Durchbruch zum Top-Star
1939 inszenierte John Ford den bahnbrechenden Western Ringo (engl.: Stagecoach), der von einer gefährlichen Postkutschenfahrt durchs Apachenland erzählt. Das Westerngenre, bis dahin gekennzeichnet durch niedrige Budgets und formelhafte Inhalte, wurde durch Fords Film entscheidend aufgewertet. Als Hauptdarsteller konnte der Regisseur seinen Freund John Wayne durchsetzen, obwohl sich Produzent Walter Wanger zunächst geweigert hatte, einen B-Movie-Schauspieler zu verpflichten. Vor der eindrucksvollen Kulisse des Monument Valley profilierte sich Wayne in der Rolle des Abenteurers Ringo Kid und stieg zu einem Top-Star auf. Ringo gilt als einer der bedeutendsten Klassiker der amerikanischen Filmgeschichte und prägte sein Genre in entscheidender Weise.
Während der 1940er Jahre war Wayne in zahlreichen Western zu sehen (Der Draufgänger von Boston, 1942, Der Fremde aus Arizona, 1944), spielte aber auch in Dramen (Pittsburgh, 1942) oder Abenteuerfilmen (Piraten im karibischen Meer, 1942). Neben Marlene Dietrich trat er 1940 in dem komödiantischen Abenteuerstreifen Das Haus der sieben Sünden auf. Noch während des Zweiten Weltkriegs drehte Wayne außerdem seine ersten Kriegsfilme: Alarm im Pazifik (1944), Stahlgewitter (1945) und Schnellboote vor Bataan (1945, Regie: John Ford).

### Meisterwerke mit Ford und Hawks
Ab den späten 1940er Jahren arbeitete Wayne regelmäßig für die Regisseure Howard Hawks und John Ford und schuf zusammen mit diesen mehrere Meisterwerke des Westerngenres. In Red River von Hawks spielte Wayne 1948 einen Viehbaron, der eine riesige Rinderherde von Texas nach Missouri treibt und seinen Adoptivsohn (Montgomery Clift) gegen sich aufbringt. Der eindrucksvoll fotografierte Film gilt als einer der bedeutendsten amerikanischen Filmklassiker.
John Ford besetzte Wayne in seiner klassischen Kavallerie-Trilogie, die aus den Filmen Bis zum letzten Mann (1948), Der Teufelshauptmann (1949) und Rio Grande (1950) besteht. Wayne spielte hier Kavallerieoffiziere im Kampf gegen Indianer und Vorgesetzte (in Bis zum letzten Mann). In allen drei Kavalleriewestern spielte Wayne deutlich ältere Männer, in der Teufelshauptmann gar einen im Spätherbst seines Lebens stehenden Offizier. Diese Rolle wurde von Regisseur Ford, von Filmkritikern und von Wayne selbst als seine bis dahin beste schauspielerische Darbietung angesehen, blieb bei Oscar-Verleihungen allerdings unberücksichtigt. „Jetzt bist du ein Schauspieler!“, soll Ford ihm dafür bescheinigt haben, was angesichts des üblichen rauen Umgangs des Regisseurs mit seinen Darstellern als Ausdruck höchsten Lobes angesehen werden kann. In Spuren im Sand (1949, John Ford) trat Wayne als Gesetzloser auf, der unfreiwillig zum „Kindermädchen“ eines verwaisten Babys wird. (Der Film, der sich deutlich auf die Geschichte der heiligen drei Könige bezieht, wird gerne an den Weihnachtstagen gezeigt.)
1952 spielte Wayne in Fords romantischer Komödie Der Sieger einen Boxer in Irland, der sich widerwillig in eine schöne Rothaarige verliebt (Maureen O’Hara). Besondere Berühmtheit erlangte dieser Film durch eine der längsten Schlägereien der Filmgeschichte. 1956 inszenierte Ford mit Der Schwarze Falke einen epischen Western, der heute als Meisterwerk und Kultfilm gilt. Wayne agierte vor der Kulisse des Monument Valley als fanatischer Indianerhasser und lieferte in der vielschichtigen Rolle des Ethan Edwards nach allgemeinem Tenor eine seiner besten darstellerischen Leistungen ab.
1959 war er, wieder unter der Regie von Ford, neben William Holden in dem Bürgerkriegswestern Der letzte Befehl zu sehen. Im selben Jahr trat er für Howard Hawks in Rio Bravo in einer seiner bekanntesten Westernrollen auf: Als Sheriff John T. Chance muss er eine Kleinstadt gegen eine Gangsterbande verteidigen und ist dabei auf die Hilfe eines alten Veteranen (Walter Brennan), eines Säufers (Dean Martin) und eines jungen Mannes (Ricky Nelson) angewiesen. Dean Martin und Rick Nelson steuern auch die unverwechselbaren Western-Songs zu diesem Film bei. Der Film erfreut sich auch nach Jahrzehnten großer Beliebtheit.
Während der 1950er Jahre trat Wayne in einer Vielzahl von Filmen auf. Er spielte in Kriegs- und Militärstreifen (Stählerne Schwingen, 1950, Der Seefuchs, 1955, Düsenjäger, 1957), Western (Man nennt mich Hondo, 1953) und Abenteuerfilmen (Der gelbe Strom, 1955, Die Stadt der Verlorenen, 1957). In der ungewöhnlichen Rolle des Dschingis Khan (Der Eroberer, 1956) wurde er von vielen als eklatante Fehlbesetzung empfunden.

### Die 1960er und 1970er Jahre

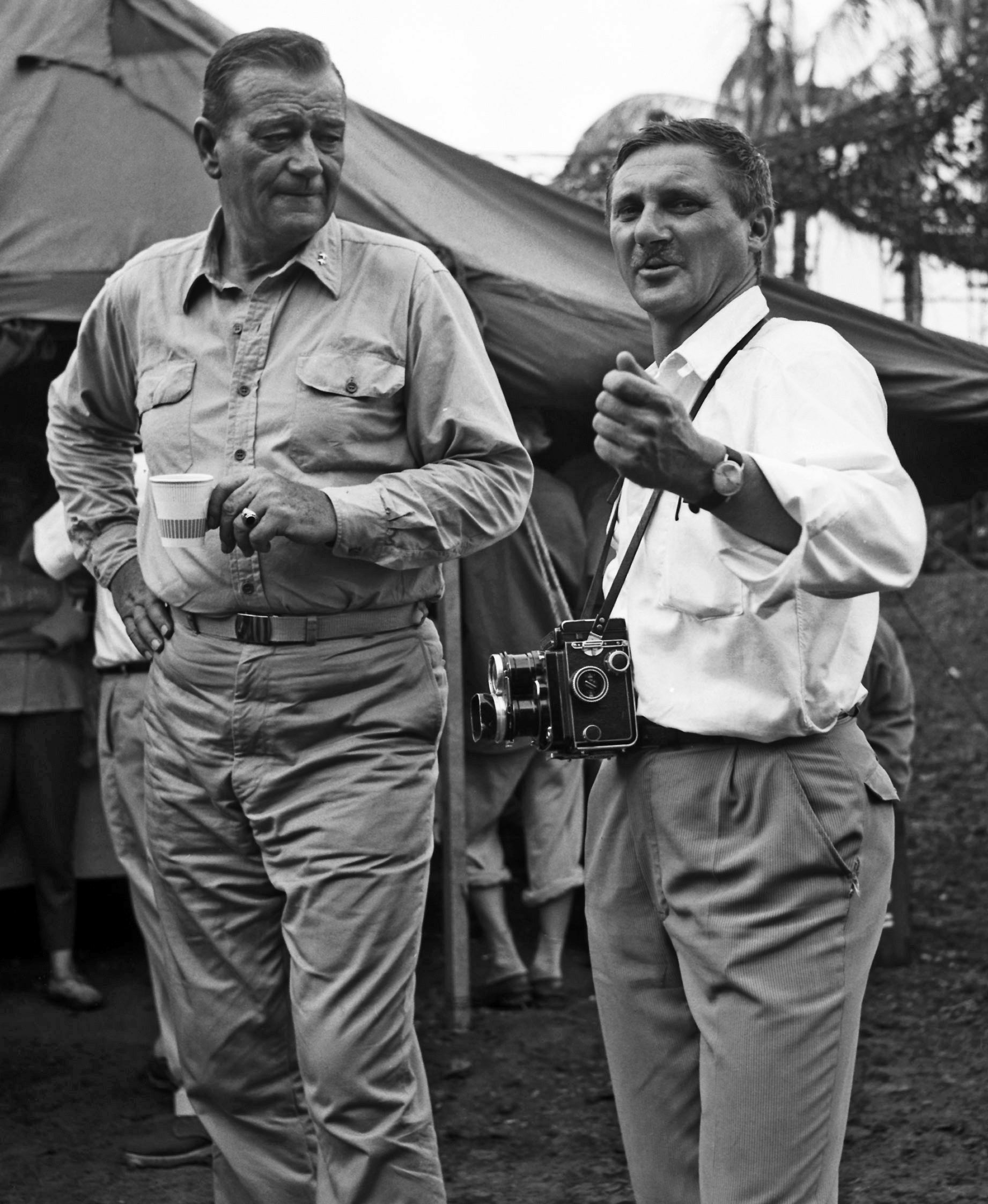
Wayne am Set von Erster Sieg (1964)

Für John Wayne begannen die 1960er Jahre mit einer unerfreulichen Erfahrung: Der Schauspieler realisierte als Hauptdarsteller, Produzent und Regiedebütant den episch angelegten Western Alamo (1960), der die dramatischen Ereignisse um das gleichnamige texanische Fort nacherzählte. Durch den kommerziellen Misserfolg des aufwendig produzierten Films wurden Waynes Finanzen auf Jahre hinaus ruiniert.
1962 stand Wayne erneut für John Ford vor der Kamera und spielte in dem melancholischen Western Der Mann, der Liberty Valance erschoß einen Westmann vom alten Schlag, der in einer zunehmend zivilisierten Welt keinen Platz mehr findet. Der Streifen gilt als eines der zentralen Meisterwerke von Ford. Ford war auch einer der vier Regisseure, die 1962 das aufwändige Cinerama-Westernepos Das war der Wilde Westen realisierten. Wayne spielte die kurze Rolle des Bürgerkriegsgenerals William T. Sherman. 1963 trat der Darsteller für Ford in der Komödie Die Hafenkneipe von Tahiti auf. Mit diesem Streifen endete nach 35 Jahren eine der bedeutendsten künstlerischen Partnerschaften des amerikanischen Films. Ford erkrankte im darauffolgenden Jahr an Lungenkrebs und starb wenige Jahre später.
In dem komödiantischen Abenteuerstreifen Hatari! von Howard Hawks war Wayne 1962 als Tierfänger in Afrika zu sehen. Der Film wurde, nicht zuletzt durch die Musik von Henry Mancini (Baby Elephant Walk), zu einem Überraschungserfolg. 1966 variierte Hawks mit El Dorado seinen Erfolgswestern Rio Bravo und zeigte Wayne an der Seite von Robert Mitchum, der einen alkoholkranken Sheriff spielte. 1970 variierte Hawks, erneut mit Wayne in der Hauptrolle, in Rio Lobo die Geschichte ein drittes Mal. Mit diesem Film, Hawks’ letzter Regiearbeit, endete nach 22 Jahren auch die Zusammenarbeit von Wayne und Hawks.
Auch während der 1960er und 1970er Jahre trat Wayne regelmäßig in den für ihn typischen Westernfilmen auf und festigte so sein Image als überlebensgroße Figur der amerikanischen Filmgeschichte. Er spielte unter anderem in Die Comancheros (1961), Die vier Söhne der Katie Elder (1965), Die Gewaltigen (1967), Chisum (1970) und Die Cowboys (1972). Für seine komödiantisch angelegte Darstellung des einäugigen, permanent alkoholisierten Marshals Rooster Cogburn in dem Western Der Marshal (True Grit) erhielt der Darsteller seinen einzigen regulären Oscar.
1962 trat John Wayne in dem epischen Kriegsfilm Der längste Tag auf, der mit einem großen Staraufgebot die Ereignisse am D-Day 1944 schilderte. Mit einem weiteren Kriegsfilm löste Wayne 1968 eine kontroverse Debatte und scharfe Proteste aus: Die grünen Teufel schilderte mit ihm als Hauptdarsteller und Co-Regisseur in deutlich patriotischer Tonlage die Erlebnisse einer Green-Beret-Einheit im Vietnamkrieg.
In den frühen 1970er Jahren bot man Wayne die Hauptrolle in dem späteren Kultfilm Dirty Harry an. Doch der Darsteller lehnte ab, und Clint Eastwood übernahm den Part. Nachdem Dirty Harry zu einem riesigen Kassenhit geworden war, wollte Wayne seinen Fehler ausgleichen, indem er in ähnlich gelagerten Großstadtthrillern auftrat (Brannigan – Ein Mann aus Stahl, 1975). Doch das Publikum wollte dem gealterten, auch deutlich übergewichtigen Star den Imagewechsel nicht mehr abnehmen.

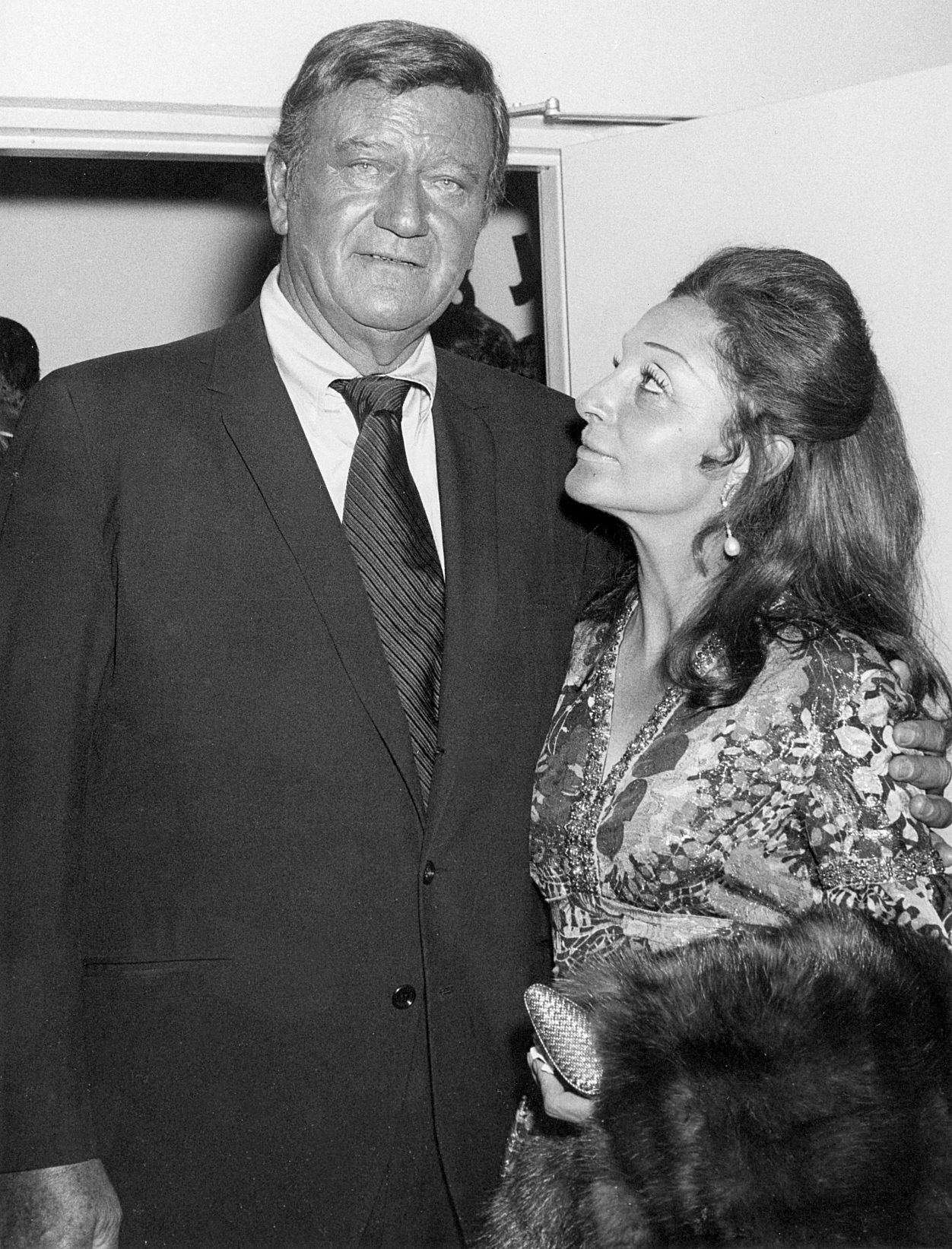
Wayne mit seiner dritten Ehefrau Pilar Pallete im Jahr 1971

Nach genau 50 Jahren beendete Wayne 1976 seine Filmkarriere mit dem melancholischen Spätwestern Der letzte Scharfschütze (The Shootist), in dem er – selbst seit Jahren an Krebs erkrankt – als krebskranker Revolvermann J.B. Books auftrat. Der Film illustrierte Books’ Werdegang durch eine Montage kurzer Szenen aus älteren Streifen von Wayne.
Wayne trat während seiner letzten drei Lebensjahre nicht mehr vor eine Filmkamera. Wenige Monate vor seinem Tod hatte er, deutlich von seiner Krankheit gezeichnet, während der Oscar-Verleihung 1979 seinen letzten öffentlichen Auftritt.

### Der Schauspieler Wayne
Wie kaum ein anderer Schauspieler wird John Wayne vom Publikum mit einem klar definierten Charaktertypus identifiziert, spielte jedoch auch von Zeit zu Zeit komplexe Charakterrollen. So zum Beispiel die des Ethan Edwards in Der Schwarze Falke, Nathan Brittles in Der Teufelshauptmann oder des Sergeant Stryker in Du warst unser Kamerad. Für viele seiner Charakterrollen erntete er das Lob der Kritiker. In seinen Filmen entwickelte er die Rolle der raubeinigen Autoritätsfigur, die zum Beispiel als Sheriff oder Kommandeur in Erscheinung tritt und sich durch Erfahrung, Härte und Zähigkeit charakterisiert. Selbst wenn er wie in Der Schwarze Falke unter dem Kommando eines anderen steht, ist er stets derjenige, der das Geschehen prägt und Befehle nur so lange akzeptiert, wie sie seinen eigenen Intentionen nicht zuwiderlaufen („Das ist ein Befehl, Ethan!“ „Ja, aber wenn es schiefgeht, war das dein letzter Befehl!“).
In seinen Westernfilmen war Wayne spätestens ab Red River (1948) auf Darstellungen dieser Art festgelegt und variierte sie bewusst nur in relativ engen Grenzen. Seine komplexeste Rolle als Westmann spielte er wohl in Der Schwarze Falke (1956), wo er als fanatischer Indianerjäger zu sehen war, der heimlich die Frau seines Bruders liebt und sich auf eine jahrelange Odyssee begibt, um ihren Tod zu rächen. Im Lauf der Jahre reicherte er seine Auftritte als mürrisches Raubein zunehmend mit selbstironischen Untertönen an (Rio Bravo, Hatari, Der Marshal).
Wayne spielte die entsprechenden Rollen jahrzehntelang und wurde zu einer überlebensgroßen Figur der Filmgeschichte, in der die Wertvorstellungen der amerikanischen Pionierzeit in archetypischer Weise verdichtet waren. Als Schauspieler zeigte er nicht den Ehrgeiz, sein darstellerisches Spektrum zu erweitern, zumal dies vom Publikum auch nicht erwartet wurde. Wayne tauchte 25 Mal – und damit öfter als jeder andere Star – auf der Liste der zehn kommerziell erfolgreichsten Schauspieler auf, die einmal jährlich von Quigley Publications erstellt wird. Erst zum Ende seiner Karriere wurde er von jüngeren Schauspielern wie Charles Bronson und Clint Eastwood als führender Genre-Star abgelöst.

## Politischer Standpunkt

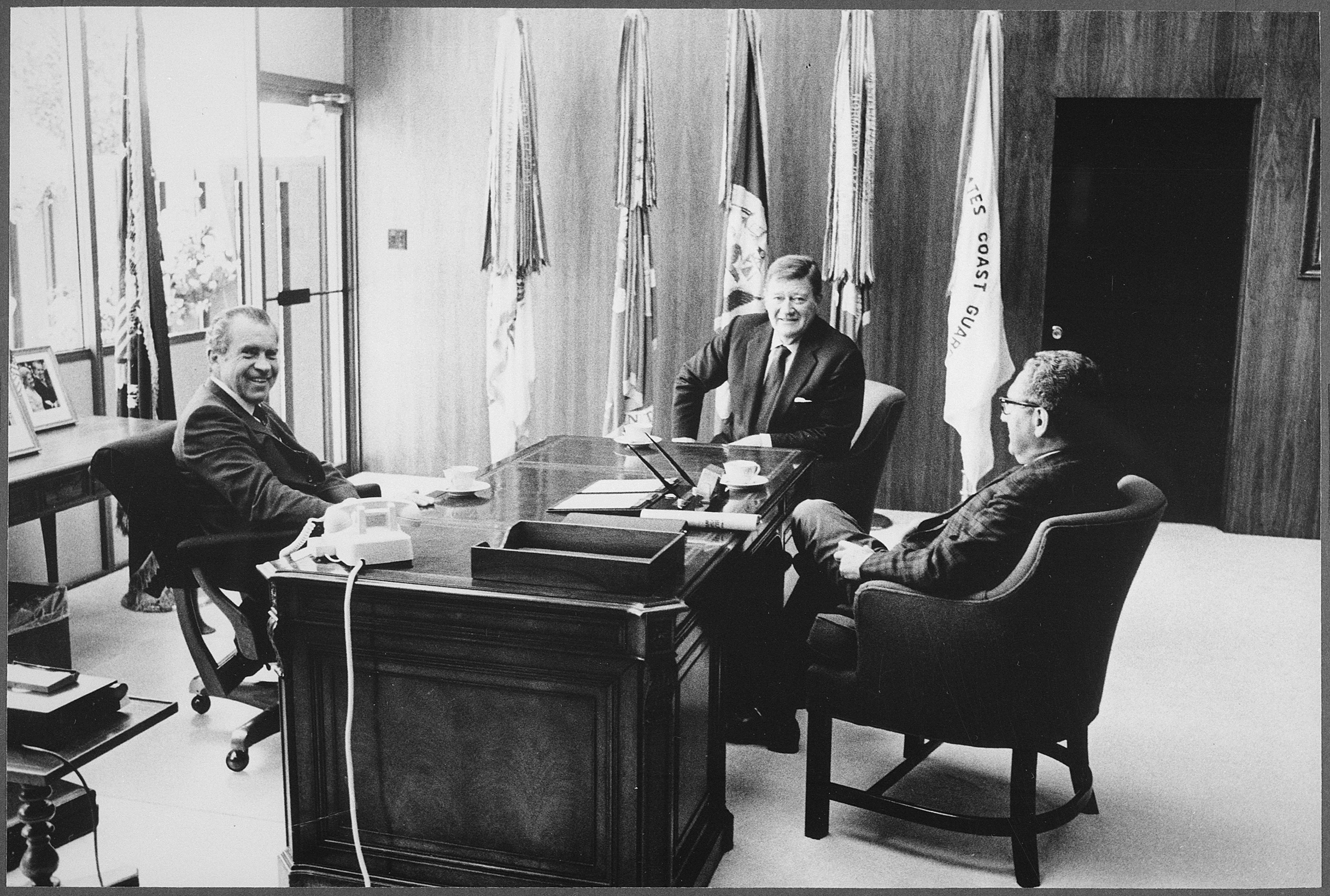
Wayne (Mitte) mit Präsident Richard Nixon und Henry Kissinger im Juli 1972

John Wayne war als amerikanischer Patriot bekannt und pflegte auch als Privatmann die traditionellen Wertvorstellungen, die er in seinen Filmrollen personifizierte. Er galt als der populärste republikanische Hollywoodstar jener Zeit, trat 1960 der rechtsradikalen John Birch Society bei und unterstützte 1964 die Präsidentschaftskampagne des Republikaners Barry Goldwater, der als „konservativer Hardliner“ bezeichnet wurde. Außerdem setzte er sich noch kurz vor seinem Tod für den Republikaner Ronald Reagan ein, der dann 1981 Präsident der USA wurde. Wayne hatte Ronald Reagan bereits 1966 und 1970 bei der Wahl zum Gouverneur in Kalifornien unterstützt. Ein Angebot der Republikaner in Texas, 1968 selbst als Kandidat anzutreten, hatte er abgelehnt, da er nicht glaubte, dass ein Schauspieler im Weißen Haus von der breiten Öffentlichkeit akzeptiert würde.
Während der McCarthy-Ära stand Wayne der Motion Picture Alliance for the Preservation of American Ideals vor, die angab, sich den Kampf gegen die Ausbreitung „kommunistischer, faschistischer und anderer totalitärer Gruppen“ in der amerikanischen Filmindustrie zum Ziel gesetzt zu haben. Verdächtigte Filmschaffende wurden in diesem Zeitabschnitt unter anderem vor das Komitee für unamerikanische Umtriebe (HUAC) vorgeladen und vor die Wahl gestellt, mit den entsprechenden Ausschüssen zu kooperieren oder Gefängnisstrafen beziehungsweise ein berufliches Aus für sich zu riskieren. Die Tätigkeiten des HUAC-Komitees nahmen für viele Beobachter – speziell mit den Anhörungen in Hollywood – endgültig den Charakter einer „Hexenjagd“ an.
Waynes Ansichten machten ihn besonders zur Zeit des Vietnamkrieges für viele zur Reizfigur. Um den Krieg zu unterstützen, drehte er als Regisseur und Hauptdarsteller den Propagandafilm Die grünen Teufel (The Green Berets) und besuchte die US-Truppen vor Ort. Er ging jedoch der Konfrontation nicht aus dem Weg und besuchte auf Einladung vietnamkriegkritischer Studentenkreise eine Podiumsdiskussion.

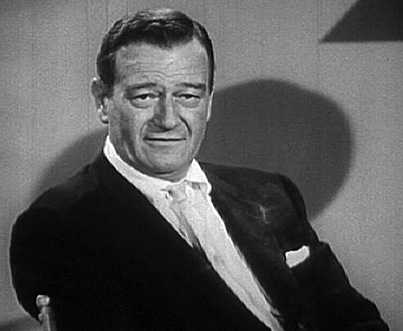
Wayne warnte zusammen mit anderen Hollywoodstars vor dem Einfluss des Kommunismus. Er war 1949–1953 Präsident der Motion Picture Alliance for the Preservation of American Ideals (MPA).

„Die Kluft zwischen seinem Image und der Realität war enorm“, sagt Glenn Greenwald. Der Autor belegt dies in seinem Buch Große amerikanische Heuchler. Greenwald zitiert Wayne mit einer Bemerkung über Amerikas Ureinwohner, die aus einem Playboy-Interview aus dem Jahr 1971 stammt: „Ich denke nicht, dass wir etwas falsch gemacht haben, als wir ihnen dieses große Land weggenommen haben […] Da waren eine Menge neuer Menschen, die viel Land brauchten. Die Indianer waren egoistisch und wollten es behalten.“
Bei der Oscarverleihung 1973, wo Wayne eine Musik-Performance einleitend präsentierte, soll er aggressiv auf Sacheen Littlefeather, die im Namen von Marlon Brando den Oscar nicht annahm und auf die Behandlung Indigener aufmerksam machte, reagiert haben. Laut Littlefeather habe Wayne von Sicherheitsleuten zurückgehalten werden müssen, da er vorhatte, sie von der Bühne zu zerren. Belegt ist Waynes Äußerung, Brando hätte selbst erscheinen und seinen Standpunkt klarmachen sollen, statt „ein kleines unbekanntes Mädchen in ein Indianerkostüm zu stecken“.
Schwarze waren für Wayne nicht gleichwertig: „Ich glaube so lange an die weiße Überlegenheit, bis die Schwarzen gebildet genug sind, Verantwortung zu übernehmen.“ Und über die Sklaverei sagte er: „Ich fühle mich nicht schuldig, dass sie vor fünf oder zehn Generationen Sklaven waren […] Das war eben so.“

## Privatleben

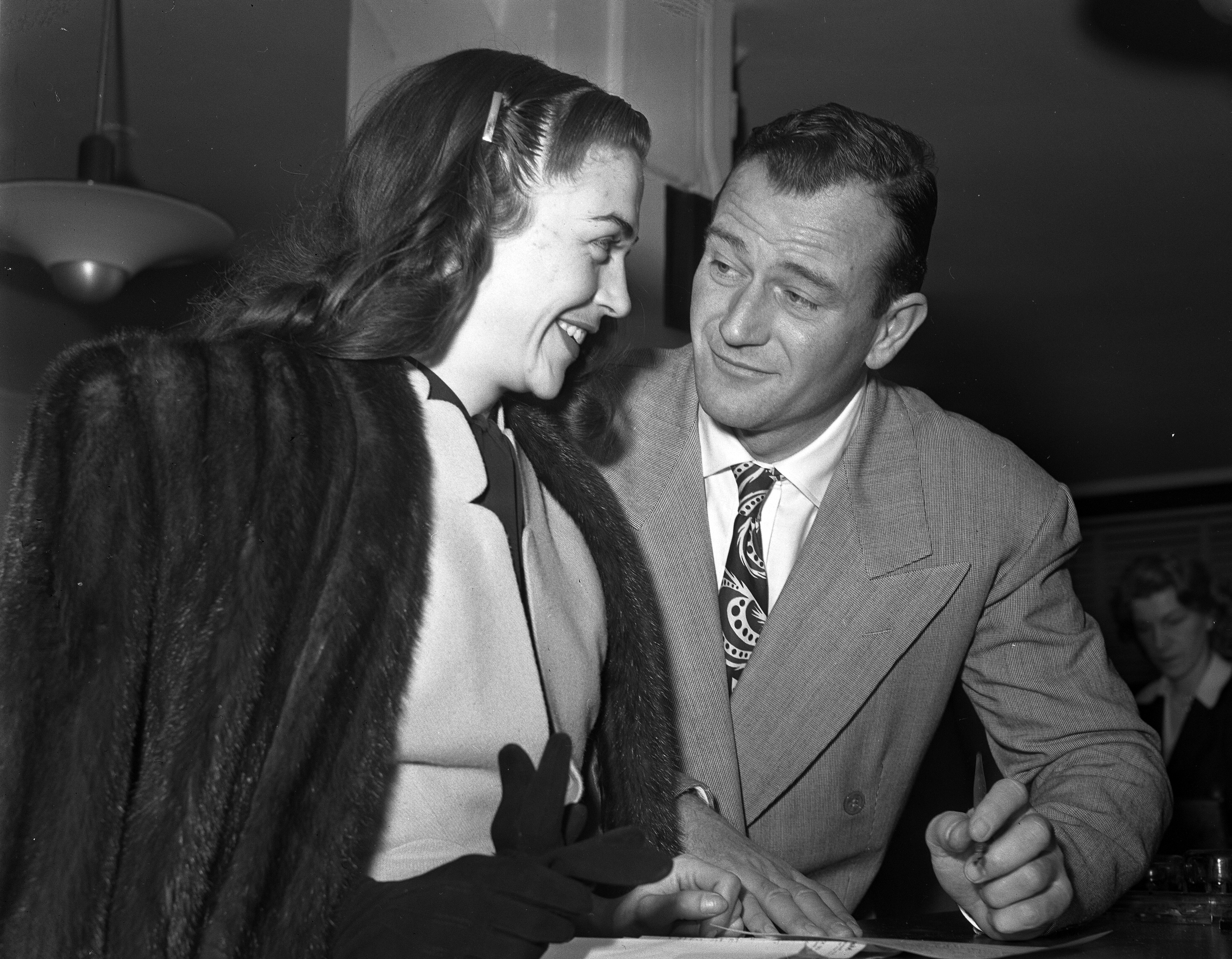
Wayne mit seiner zweiten Frau Esperanza Baur (1946)

John Wayne war dreimal verheiratet, alle Frauen hatten spanisch-amerikanischen oder hispanischen Hintergrund. Von 1933 bis 1945 war er mit Josephine Alicia Saenz (1908–2003) verheiratet, das Paar hatte vier Kinder: Michael Wayne (1934–2003), Mary Wayne LaCava (1936–2000), Patrick Wayne (* 1939) und Melinda Wayne Munoz (1940–2022). Der Schauspieler Brendan Wayne ist ein Sohn von Mary „Toni“ Wayne LaCava.
Von 1946 bis zur Scheidung 1954 war er mit der mexikanischen Schauspielerin Esperanza Baur (1920–1961) verheiratet, die Ehe blieb kinderlos. 1954 heiratete Wayne die peruanische Schauspielerin Pilar Pallete (* 1928). Sie hatten zusammen drei Kinder: Aissa Wayne (* 1956), John Ethan Wayne (* 1962) und Marisa Wayne (* 1966). 1973 trennte er sich von seiner Ehefrau und verbrachte seine letzten Lebensjahre mit seiner ehemaligen Sekretärin Pat Stacy (1941–1995), blieb aber formell bis zu seinem Tod mit Pallete verheiratet.
Außerdem war John Wayne ab dem 11. Juli 1970 Mitglied der Freimaurerloge Marion McDaniel Lodge #56 (The Duke’s Lodge) in Tucson, Arizona, und wechselte dann zur Hollywood Lodge, der er bis zu seinem Tod angehörte. Er wurde mit dem 33. Grad durch die Scottish Rite Bodies in Los Angeles geehrt. 1978 konvertierte er zum katholischen Glauben.
Im Zweiten Weltkrieg war Wayne als Vater von vier Kindern, aufgrund seines Alters und einer leichten Schulterverletzung aus seiner Zeit als junger Footballspieler vom Militärdienst befreit, nahm aber im Pazifikkrieg an einer mehrmonatigen Truppenbetreuungstour der United Service Organizations teil.
Seine Bewerbung beim Office of Strategic Services, dem Vorläufer der CIA, blieb 1943 erfolglos.

## Krankheit und Tod
Wayne starb nach fünfzehnjähriger Krankengeschichte am 11. Juni 1979 im Alter von 72 Jahren an Magenkrebs. Bereits 1964 war ihm sein linker Lungenflügel entfernt worden. Als mögliche Ursache seiner Krebserkrankung gelten die Umstände der Dreharbeiten zu Der Eroberer (1956) im US-Bundesstaat Utah, die in der Nähe des Atomwaffentestgebiets Nevada National Security Site stattfanden. Wayne selbst sah die Ursache in den drei bis vier Schachteln Zigaretten, die er jeden Tag geraucht hatte. Außer Wayne erkrankten jedoch auch viele andere Crew-Mitglieder von Der Eroberer an Krebs. Er verfügte testamentarisch, dass keine Bilder von ihm, welche ihn beim Rauchen zeigen, veröffentlicht werden sollen. Für den Film Thank You for Smoking wurde über seinen Sohn eine Ausnahme erwirkt.

Waynes Grab

Waynes Grab befindet sich auf dem Pacific View Memorial Park in Corona del Mar, einem Stadtteil von Newport Beach, im kalifornischen Orange County. Der Flughafen von Orange County wurde nach ihm benannt. Waynes Wunsch, einen Grabstein mit der Aufschrift «Feo, fuerte y formal» (deutsch: „Er war hässlich, stark und hatte Würde“) zu bekommen, wurde bis heute nicht erfüllt. Stattdessen bekam die – wegen der Angst vor Grabräubern – betont schmucklose Ruhestätte 20 Jahre nach Waynes Tod einen in den Boden eingelassenen Grabstein mit einem Relief des Darstellers zu Pferde vor Alamo und einem Zitat aus einem Interview:

“Tomorrow is the most important thing in life. Comes into us at midnight very clean. It’s perfect when it arrives and it puts itself in our hands. It hopes we’ve learned something from yesterday.”

„Der morgige Tag ist das Wichtigste im Leben. Er kommt zu uns um Mitternacht – ganz rein. Er ist makellos, wenn er ankommt, und gibt sich in unsere Hände. Er hofft, dass wir vom Gestern etwas gelernt haben.“

## Filmografie

### Als Schauspieler
- 1926: Räuber der Königsschlucht (Great K & A Train Robbery)
- 1926: Brown of Harvard
- 1926: Galgenhochzeit (Bardelys the Magnificent)
- 1927: Frauenheld wider Willen (The Drop Kick) (Komparsenrolle)
- 1927: Annie Laurie – Ein Heldenlied vom Hochland (Annie Laurie)
- 1928: Mother Machree
- 1928: Four Sons
- 1928: Hangman’s House
- 1928: Die Arche Noah (Noah’s Ark)
- 1929: Die schwarze Garde (The Black Watch)
- 1929: Speakeasy
- 1929: The Forward Pass
- 1929: Words and Music
- 1929: Salute
- 1930: Der große Treck (The Big Trail)
- 1930: U 13 (Man Without Women)
- 1930: Mord in Alaska (Rough Romance)
- 1930: Cheer Up and Smile
- 1931: Girls Demand Excitement
- 1931: Three Girls Lost
- 1931: Der Teufel von Arizona (Men Are Like That)
- 1931: Die Rancher-Fehde (The Range Fued)
- 1931: The Deceiver
- 1931: Maker of Man
- 1932: Im Schatten des Adlers (Shadow of the Eagle) (zwölfteilige Serie)
- 1932: Texas Cyclone
- 1932: Das Gesetz in der eigenen Hand (Two-Fisted Law)
- 1932: Wer hat hier recht? (Lady And Gent)
- 1932: Der Falke (Ride Him, Cowboy)
- 1932: Hurricane Express (The Hurricane Express) (zwölfteilige Serie)
- 1932: Die große Stampede (The Big Stampede)
- 1932: That’s My Boy
- 1932: Gejagtes Gold (Haunted Gold)
- 1933: High Wolf (The Telegraph Trail)
- 1933: Der Weg ins Ungewisse (Central Airport)
- 1933: Die drei Musketiere (The Three Musketeers) (zwölfteilige Serie)
- 1933: Abrechnung in Sonora (Somewhere in Sonora)
- 1933: Seine persönliche Sekretärin (His Private Secretary)
- 1933: Life of Jimmy Dolan
- 1933: Baby Face
- 1933: Der Mann von Monterey (The Man from Monterey)
- 1933: Die Wasserrechte von Lost Creek (Riders of Destiny)
- 1933: College Coach
- 1933: Sein Freund, der Desperado (Sagebrush Trail)
- 1934: Das Gold von Texas (The Lucky Texan)
- 1934: Flussabwärts (West of the Divide)
- 1934: Showdown am Adlerpaß (Blue Steel)
- 1934: Rodeo (The Man from Utah)
- 1934: Der einsame Reiter (Randy Rides Alone)
- 1934: US Marshal John (The Star Packer)
- 1934: Sie töten für Gold (The Trail Beyond)
- 1934: Das Gesetz des Stärkeren (Lawless Frontier)
- 1934: Unter dem Himmel von Arizona (’Neath the Arizona Skies)
- 1935: Abenteuer in Texas (Texas Terror)
- 1935: Im Tal des Regenbogens (Rainbow Valley)
- 1935: Der Rodeo-Raub (Desert Trail)
- 1935: Reiter in der Dämmerung (The Dawn Rider)
- 1935: Feuerwasser und frische Blüten (Paradise Canyon)
- 1935: Westwärts! (Westward Ho)
- 1935: Flammende Grenze (New Frontier)
- 1935: Tal der Angst (Lawless Range)
- 1936: The Oregon Trail
- 1936: Land der Zukunft (The Lawless Nineties)
- 1936: Der König von Pecos (King of the Pecos)
- 1936: Wie vom Winde verweht (The Lonely Trail)
- 1936: Winde der Wildnis (Winds of the Wasteland)
- 1936: The Sea Spoilers
- 1936: Conflict
- 1937: California Straight Ahead
- 1937: Bomben über den Orient (I Cover the War)
- 1937: Idol of the Crowds
- 1937: Nacht des Grauens (Adventure’s End)
- 1937: Die Spielhölle von Wyoming (Born to the West)
- 1938: Freunde im Sattel (Pals of the Saddle)
- 1938: Gold in den Wolken (Overland Stage Raiders)
- 1938: Aufstand in Santa Fé (Santa Fe Stampede)
- 1938: Kampf am roten Fluss (Red River Range)
- 1939: Reiter in der Nacht (The Night Riders)
- 1939: Die Sterne von Texas (Three Texas Steers)
- 1939: Der Bandit von Wyoming (Wyoming Outlaw)
- 1939: Wasser für Arizona (New Frontier)
- 1939: Black River (Allegheny Uprising)
- 1939: Ringo (Stagecoach)
- 1940: Der lange Weg nach Cardiff (The Long Voyage Home)
- 1940: Schwarzes Kommando (The Dark Command)
- 1940: Three Faces West
- 1940: Das Haus der sieben Sünden (Seven Sinners)
- 1941: A Man Betrayed
- 1941: Lady from Louisiana
- 1941: Verfluchtes Land (The Shepherd of the Hills)
- 1942: Lady for a Night
- 1942: Piraten im karibischen Meer (Reap the Wild Wind)
- 1942: Die Freibeuterin (The Spoilers)
- 1942: Der Draufgänger von Boston (In Old California)
- 1942: Unternehmen Tigersprung (Flying Tigers)
- 1942: Reunion in France
- 1942: Pittsburgh
- 1943: Harte Burschen – steile Zähne (A Lady Takes a Chance)
- 1943: Die Hölle von Oklahoma (In Old Oklahoma)
- 1944: Alarm im Pazifik (The Fighting Seabees)
- 1944: Mit Büchse und Lasso (Tall in the Saddle)
- 1945: Liebe in der Wildnis (Dakota)
- 1945: San Francisco Lilly (Flame of Barbary Coast)
- 1945: Schnellboote vor Bataan (They Were Expendable)
- 1945: Stahlgewitter (Back to Bataan)
- 1946: Without Reservations
- 1947: Der schwarze Reiter (Angel and the Badman)
- 1947: Tycoon
- 1948: Red River
- 1948: Bis zum letzten Mann (Fort Apache)
- 1948: Spuren im Sand (Three Godfathers)
- 1948: Im Banne der roten Hexe (Wake of the Red Witch)
- 1949: Der Teufelshauptmann (She Wore a Yellow Ribbon)
- 1949: In letzter Sekunde (The Fighting Kentuckian)
- 1949: Du warst unser Kamerad (Sands of Iwo Jima)
- 1950: Rio Grande
- 1950: Stählerne Schwingen (Flying Leathernecks)
- 1951: Unternehmen Seeadler (Operation Pacific)
- 1952: Miracle in Motion
- 1952: Der Sieger (The Quiet Man)
- 1952: Marihuana (Big Jim McLain)
- 1953: Man nennt mich Hondo (Hondo) (3D-Film)
- 1953: Das letzte Signal (Island in the Sky)
- 1953: Ärger auf der ganzen Linie (Trouble Along the Way)
- 1954: Es wird immer wieder Tag (The High and the Mighty)
- 1955: Der Seefuchs (The Sea Chase)
- 1955: Der gelbe Strom (Blood Alley)
- 1956: Der Eroberer (The Conqueror)
- 1956: Der Schwarze Falke (The Searchers)
- 1957: Düsenjäger (Jet Pilot)
- 1957: Dem Adler gleich (The Wings of Eagles)
- 1957: Die Stadt der Verlorenen (Legend of the Lost)
- 1958: Links und rechts vom Ehebett (I Married a Woman) (Gastrolle)
- 1958: Der Barbar und die Geisha (The Barbarian and the Geisha)
- 1959: Rio Bravo
- 1959: Der letzte Befehl (The Horse Soldiers)
- 1960: Alamo (The Alamo) (auch Regisseur und Produzent)
- 1960: Land der tausend Abenteuer (North to Alaska)
- 1961: Die Comancheros (The Comancheros)
- 1962: Das war der Wilde Westen (How the West Was Won)
- 1962: Hatari!
- 1962: Der längste Tag (The Longest Day)
- 1962: Der Mann, der Liberty Valance erschoß (The Man Who Shot Liberty Valance)
- 1963: Die Hafenkneipe von Tahiti (Donovan’s Reef)
- 1963: MacLintock (McLintock!)
- 1964: Circus-Welt (Circus World)
- 1965: Die größte Geschichte aller Zeiten (The Greatest Story Ever Told)
- 1965: Erster Sieg (In Harm’s Way)
- 1965: Die vier Söhne der Katie Elder (The Sons of Katie Elder)
- 1966: Der Schatten des Giganten (Cast a Giant Shadow)
- 1966: El Dorado
- 1967: Die Gewaltigen (The War Wagon)
- 1968: Die grünen Teufel (The Green Berets) (auch Co-Regisseur)
- 1968: Die Unerschrockenen (Hellfighters)
- 1969: Der Marshal (True Grit)
- 1969: Die Unbesiegten (The Undefeated)
- 1970: Chisum (Chisum)
- 1970: Rio Lobo
- 1971: Big Jake
- 1972: Die Cowboys (The Cowboys)
- 1972: Dreckiges Gold (The Train Robbers)
- 1973: Geier kennen kein Erbarmen (Cahill, U.S. Marshal)
- 1973: McQ schlägt zu (McQ)
- 1975: Brannigan – Ein Mann aus Stahl (Brannigan)
- 1975: Mit Dynamit und frommen Sprüchen (Rooster Cogburn)
- 1976: Der letzte Scharfschütze (The Shootist)

### John Wayne als Produzent
(Nur die Filme, in denen er selbst keine Rolle hat)
- 1951: Bullfighter and the Lady
- 1953: Das geheimnisvolle Testament (Plunder of the Sun)
- 1954: Gala-Premiere (Ring of Fear)
- 1954: Spur in den Bergen / Spur der Katze (Track of the Cat)
- 1956: Leb wohl, meine Freundin (Goodbye, My Lady)
- 1956: Der Siebente ist dran (Seven Men from Now)
- 1956: Schieß den Mann um! (Gun the Man Down)
- 1956: Der Mann in der Gruft (Man in the Vault)
- 1958: China-Doll
- 1967: Hondo (Hondo and the Apaches) (Remake seines Films von 1953)
- 1969: Patrouille westwärts (Escort West)

### John Wayne als Regisseur
- 1960: Alamo (The Alamo)
- 1968: Die grünen Teufel (The Green Berets)

### John Wayne im Fernsehen
- 1955: Anfänger des Jahres (Rookie of the Year)
- 1960: Die Colter-Craven-Story (The Colter-Craven-Story)
- 1962: Blitzende Spikes (Flashing Spikes)
- 1970: Sing Out Sweet Land

Außerdem hatte er unter anderem Auftritte in den Shows Lough In, I Love Lucy oder The Dean Martin Show.

## Deutsche Synchronsprecher
Wayne wurde im Lauf der Jahrzehnte in den deutsch synchronisierten Filmen von verschiedenen Schauspielern gesprochen. Während der 1940er und 1950er Jahre wechselten seine Sprecher ständig, öfter wurde Wolfgang Lukschy eingesetzt, sein häufigster Sprecher bis Mitte der 1960er Jahre war – wegen der Nähe zu Waynes originaler Stimmlage – Heinz Engelmann. In der zweiten Hälfte der 1960er Jahre etablierte sich Arnold Marquis, der sogenannte „König der Synchronsprecher“, als bekannteste deutsche Stimme Waynes – trotz seiner viel raueren, tieferen Stimme. Marquis kannte Wayne persönlich und veröffentlichte nach dessen Tod die Single Ich war die Stimme von John Wayne. Andere Sprecher waren unter anderem Curt Ackermann, Ernst Wilhelm Borchert, Hans W. Hamacher, Richard Münch und Peter Pasetti.

## Auszeichnungen
Oscar:
- 1950: Nominierung als Bester Hauptdarsteller in Du warst unser Kamerad
- 1961: Nominierung in der Kategorie Bester Film für Alamo
- 1970: Oscar als Bester Hauptdarsteller in Der Marshal

Golden Globe:
- 1953: Henrietta Award als weltweit beliebtester Schauspieler
- 1966: Cecil B. DeMille Award für sein Lebenswerk
- 1970: Bester Hauptdarsteller in Der Marshal

Western Heritage Award:
- 1961: Bronze Wrangler für Alamo
- 1962: Bronze Wrangler für Die Comancheros
- 1963: Bronze Wrangler für Der Mann, der Liberty Valance erschoss
- 1970: Bronze Wrangler für Der Marshal

Diese Auszeichnung wird immer für mehrere Mitwirkende des Films vergeben.
People’s Choice Award:
- 1975: Beliebtester Filmstar
- 1976: Beliebtester Filmstar
- 1977: Beliebtester Filmstar
- 1978: Beliebtester Filmstar

Diese Auszeichnung wird seit 1975 jährlich vergeben.
Photoplay Award:
- 1950: Most Popular Male Star für Todeskommando

Golden Boot Award:
- 1996: In Memoriam Award (postum)
- 2007: Founder’s Award (postum)

Golden Apple Award:
- 1965: Most Cooperative Actor of the Year
- 1976: Male Star of the Year

Laurel Award:
- Gewinne:
  - 1961: Bestes Action-Drama als Produzent von Alamo
  - 1961: Best Action Performance für Alamo
  - 1962: Best Action Performance für Die Comancheros
  - 1963: Best Action Performance für Der Mann, der Liberty Valance erschoss
  - 1964: Best Action Performance für McLintock
  - 1968: 3. Platz Best Action Performance für Die Grünen Teufel
  - 1970: Best Action Performance für Der Marshal
  - 1971: Best Action Performance für Chisum
- Nominierungen:
  - 1958: Top Male Star
  - 1959: Top Male Star
  - 1960: Top Male Star
  - 1961: Top Male Star
  - 1962: Top Male Star
  - 1964: Top Male Star
  - 1965: Top Male Star
  - 1966: Top Male Star
  - 1967: Top Male Star
  - 1968: Top Male Star
  - 1968: 4. Platz Bester Film für Die Grünen Teufel
  - 1970: Top Male Star
  - 1971: Top Male Star

Weitere Auszeichnungen der Regierung:
- 1979: Congressional Gold Medal
- 1980: Presidential Medal of Freedom (postum)

Diese beiden Medaillen sind die höchsten zivilen Auszeichnungen der USA. Sie wurden John Wayne für sein öffentliches Wirken im Dienste der USA verliehen, ebenso weil er besonders in den letzten Jahren seines Lebens vom Kongress der Vereinigten Staaten und dem Publikum wie kein anderer Star geehrt wurde.
- Hollywood Walk of Fame:

Wayne bekam einen Stern bei der Adresse 1541 Vine Street.
- Wayne hat sich am 25. Januar 1950 mit seinen Fußabdrücken und einer Widmung im Grauman’s Chinese Theatre verewigt.

- American Film Institute:

1998 veröffentlichte das renommierte American Film Institute eine Serie von Top-Listen, in denen jeweils Schauspieler und Filme geehrt werden. Wayne konnte sich in mehreren Kategorien platzieren:
- Er wurde auf Platz 13 der größten männlichen Film-Legenden aller Zeiten gewählt.
- In der Liste der 50 größten Helden-Figuren eines amerikanischen Filmes erreichte er mit der Darstellung des Rooster Cogburn in Der Marshal Platz 36.

In den folgenden Kategorien konnte er sich indirekt platzieren, da er in diesen Filmen charakterlich komplexe Hauptrollen verkörperte und so maßgeblich zum Erfolg der Filme beisteuerte:
- Der Film Der Schwarze Falke wurde auf Platz 12 der 100 größten amerikanischen Filme aller Zeiten gewählt.

- Die 10 größten Western aller Zeiten:
  - Platz 1 Der Schwarze Falke
  - Platz 5 Red River
  - Platz 9 Ringo

Wayne wurde während seiner 50-jährigen Karriere 25 Mal, und damit öfter als jeder andere Star, in die Top-10 der kommerziell erfolgreichsten Schauspieler gewählt. Mehrmals nahm er die Spitzenposition ein.
Kein anderer Schauspieler hat es jemals geschafft, öfter in die Top-10 der beliebtesten Schauspieler Amerikas gewählt zu werden, als John Wayne, wobei er mehrmals Platz 1 einnahm. Selbst heute, mehrere Jahrzehnte nach seinem Tod, wird er noch regelmäßig und öfter als jeder andere Star in die Top-10 gewählt. Auch hier erreichte er schon mehrmals Platz 1.

## Sonstiges
- Während John Wayne im Original von Big Jim McLain für das Komitee für unamerikanische Umtriebe Kommunisten verfolgt, jagt er in der deutschsprachigen Synchronfassung einen Marihuanaschmugglerring.[21]
- In seinen ersten Western-Filmen versuchte sich Wayne auch als singender Cowboy, allerdings ohne großen Erfolg. Der Gesang stammte auch nicht von ihm selbst, vielmehr wurde er von verschiedenen Sängern synchronisiert. Die Identität dieser Sänger war in der Vergangenheit teilweise heftig umstritten. Während es als gesichert gilt, dass der Gesang in Westwärts! (Westward Ho! 1935) von Jack Kirk stammt, werden für Die Wasserrechte von Lost Creek (Riders of Destiny, 1933) sowohl Smith Ballew als auch Bill Bradbury (der Zwillingsbruder von Bob Steele) genannt. Ballew war jedoch während der Dreharbeiten mit seiner Band auf Tournee außerhalb von Kalifornien, wo der Film gedreht wurde. Außerdem hat Ballew selbst bestritten, für Wayne gesungen zu haben.[22] Von daher erscheint es wahrscheinlicher, dass es tatsächlich Bill Bradbury war, zumal sein Vater Robert N. Bradbury der Regisseur des Films war.[23]
- 1953 drehte auch Wayne einen 3D-Film: Man nennt mich Hondo (Hondo), der später als Vorlage für eine Fernsehserie diente (in der er jedoch nicht mitwirkte). Dieser Film wird in der Serie „Eine schrecklich nette Familie“ (Married with Children) regelmäßig zitiert.
- John Wayne bekam für seine Rolle als Dschingis Khan im Film Der Eroberer (The Conqueror, 1956) den Golden Turkey Award in der Kategorie größte Fehlbesetzung aller Zeiten.
- Zur Promotion seines Films Der Eroberer reiste Wayne 1956 nach Europa und besuchte vom 26. bis 29. Januar 1956 auch West- und Ostberlin.[24]
- Eine große Anzahl der Darsteller und Mitwirkenden an dem Film Der Eroberer sind, wie auch Wayne, an Krebs gestorben. Der Film wurde im Snow Canyon State Park in Utah gedreht, in dem es 1953 infolge von Kernwaffentests auf der Nevada National Security Site zu radioaktivem Fallout gekommen war.
- Wayne steht im Guinnessbuch der Rekorde als Schauspieler mit den meisten Hauptrollen. In 142 seiner 153 Filme war Wayne der Hauptdarsteller.

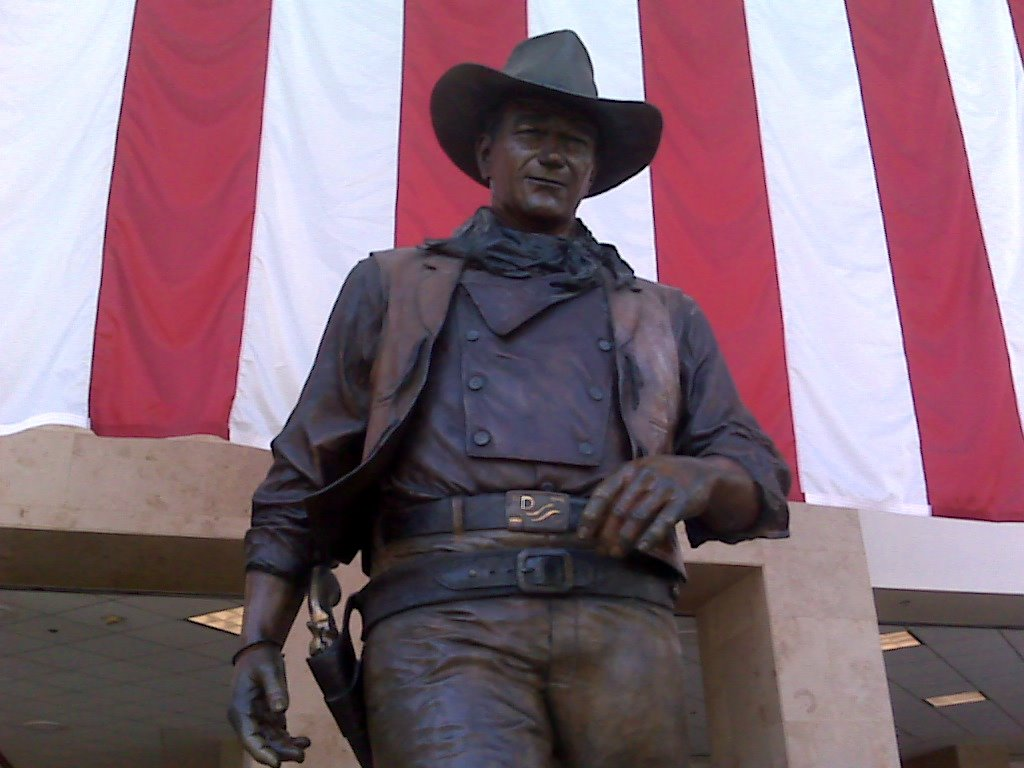
John-Wayne-Statue am John Wayne Airport

- Im Jahr seines Todes wurde ihm zu Ehren der Orange County Airport in Santa Ana in John Wayne Airport (IATA-Flughafencode: SNA, ICAO-Code: KSNA, FAA LID: SNA) umbenannt. Der Flughafen bedient die umliegenden Städte im Bezirk Orange County: Santa Ana, Newport Beach, Costa Mesa, Irvine und Anaheim.
- In der Schweiz ist „John Wayne“ der Spitzname für die im Militär ausgegebenen Büchsenmahlzeiten.
- Der Boxer Tommy Morrison, der auch in Rocky V auftrat, war der Großneffe von John Wayne. Sein Kampfname war „The Duke“, der Spitzname seines Großonkels.
- Im Film Full Metal Jacket nimmt der Ausspruch „Sind Sie vielleicht John Wayne? Oder bin ich das?“ der Figur Private Joker Bezug auf die Verherrlichung von Militär und Krieg durch die Filmindustrie Hollywoods, die viele ihrer Kriegsfilme mit Wayne in der Hauptrolle besetzte.[25]
- Auf dem von Johnny Bruck geschaffenen Titelbild des Perry-Rhodan-Heftromans Nr. 120, Der Planet Mechanica, ist die Romanfigur des Oberst Jefe Claudin abgebildet. Sie trägt die Gesichtszüge Waynes.[26]
- Im Film Shang-High Noon wird der Name als Amerikanisierung des eigentlich chinesischen Namens Chon Wang [çɔn wɛŋ] gedeutet. John Wayne war dieser Deutung zufolge ein Chinese, der selbst zum Helden im wilden Westen wurde, bevor er zur Schauspielerei kam. Eine leichte Ungenauigkeit von 100–200 Jahren wird bei dieser augenzwinkernden Hommage geflissentlich ignoriert.